# سوکسینیک سمی‌آلدئید
سوکسینیک سِـمی‌آلدئید (انگلیسی: Succinic semialdehyde) یا به اختصار یکی از متابولیت‌های گاما آمینوبوتیریک اسید (گابا) است که در اثر عملکرد گابا ترانس‌آمیناز بر روی گابا ایجاد می‌شود و با اکسیداسیون بیشتر در نهایت به سوکسینیک اسید تبدیل می‌شود که وارد چرخه اسید سیتریک می‌گردد.